# Mongoleninvasionen in Japan
Die mongolischen Versuche einer Invasion Japans (jap. Genkō 元寇 dt. „Einfall der Yuan“, 蒙古襲来 Mōko shūrai oder モンゴル襲来, Mongoru shūrai, beides wörtlich „Mongoleninvasion“.) von 1274 und 1281 waren die größten militärischen Angriffe auf Japan in vormoderner Zeit.
Auch wenn sie für sich genommen nicht zum Sturz des Kamakura-Shōgunats führten, war ihr Beitrag für den politischen Umbruch – und so für die weitere Entwicklung Japans – entscheidend.

## Vorgeschichte der Invasionsversuche

### Aufstieg der Mongolen im 13. Jahrhundert
Am Beginn des 13. Jahrhunderts stiegen die Mongolen unter der Führung Dschingis Khans zur Invasionsmacht auf. Sukzessive eroberten sie große Teile Ost- und Westasiens (siehe hierzu Mongolische Kriegführung). Bereits 1234 unterwarfen sie die Jin-Dynastie (1125–1234) in Nordchina, von der sie neue Waffentechnologien wie Schusswaffen mit Schießpulver oder Explosivgeschosse übernahmen. Zudem nahmen sie das Königreich Goryeo auf der Koreanischen Halbinsel ein und beendeten in der zweiten Hälfte des 13. Jahrhunderts die Herrschaft der Song-Dynastie in Südchina. 1271 rief Kublai Khan, Enkel Dschingis Khans, die Yuan-Dynastie aus. Mit der Festigung seiner Macht auf dem Kontinent erstrebte er nun die Ausweitung seines Einflussgebiets auf Japan.

### Gesandtschaften der Mongolen nach Japan
Im Jahre 1268 erreichte eine erste mongolische Gesandtschaft Dazaifu, die Regierungshauptstadt Kyūshūs und Sitz des Chinzei bugyō, des „Verteidigungskommissars für den Westen“. Dort ließ man die Botschafter zwar nicht nach Kamakura weiterreisen, übermittelte ihre Nachricht jedoch an das Shōgunat. Ebenso konsultierte man, wenn auch nur der Form halber, den Kaiserhof in Kyōto. In Kamakura reagierte man auf den Inhalt der Botschaft, den Wunsch nach Aufnahme „freundschaftlicher“ Beziehungen, relativ gleichgültig. Das Bakufu (Militärregierung) war nicht bereit, in diplomatischen Kontakt mit den Mongolen zu treten. Zwar ließen Informationen aus Korea auf eine drohende Invasion schließen, was beim Hofadel in Kyōto Angst auslöste. Der politikbestimmende Schwertadel in Kamakura unter Führung des shōgunalen Regenten Hōjō Tokimune blieb jedoch unbeeindruckt. Erstens enthielt die Botschaft keine kriegerischen Äußerungen, zweitens fühlte man sich durch die Insellage Japans und die Armee aus gut ausgebildeten Samurai für den Fall eines Invasionsversuchs sicher. Die mongolischen Botschafter wurden entsprechend ohne Antwort zurückgeschickt. Auch weitere Gesandtschaften blieben ergebnislos.

## Die erste Mongoleninvasion von 1274

### Verlauf
Infolge der ergebnislosen Gesandtschaften entschied sich Kublai Khan zu einem Militärschlag. So machte sich 1274 ein Expeditionsheer aus mongolischen, chinesischen und koreanischen Truppen auf etwa 1.000 koreanischen Kriegsschiffen in Richtung Japan auf. Aufgrund des Zeitdrucks beim Bau waren die Schiffe jedoch von relativ schlechter Qualität und kaum hochseetauglich. Die Streitmacht, deren Stärke sich bei unsicheren Angaben auf 20.000 bis 40.000 Mann belaufen haben soll, nahm auf ihrem Weg trotzdem schnell die japanischen Inseln Tsushima und Iki ein. Nach der Landung in der Hakata-Bucht auf Kyūshū, dem für die Mongolen am besten geeigneten Ort für eine Invasion, traf sie auf die japanische Verteidigungsarmee, aufgestellt von den lokalen Herrschern, den Gokenin (御家人), der Provinzen Kyūshūs, welche das Bakufu bereits nach der ersten Gesandtschaft der Mongolen anwies, Vorbereitungen für einen Krieg zu treffen.
In dieser sogenannten Schlacht von Bun’ei, der „Ersten Schlacht in der Hakata-Bucht“, waren die Invasoren den Japanern zunächst nicht nur zahlenmäßig, sondern vor allem auch kriegstechnisch überlegen: Die geschlossene Formation der Mongolen übertraf in ihrer Wirkung den Kampf Mann gegen Mann der Samurai, vergiftete Pfeile erhöhten die Verluste der Verteidiger und Knallkörper sorgten für Panik unter Kriegern und Pferden. So vermochten es die Mongolen auch, Hakata rasch einzunehmen und die Japaner am 20. Tag der Schlacht aus der Bucht ins Landesinnere zu verdrängen. Diese verschanzten sich in der Festung Mizuki (水城), um das nahegelegene Dazaifu, den Sitz des Verteidigungskommissars, verteidigen und halten zu können. Dort wollte man das Eintreffen weiterer Truppen des Bakufu aus Zentral- und Ostjapan abwarten. Allerdings entschieden sich die mongolischen Befehlshaber bereits vorher zum Rückzug. Gründe hierfür dürften einerseits die Versorgungsprobleme gewesen sein, die sich verschärften, je weiter die Invasoren ins Landesinnere vordrangen, andererseits die eigenen Verluste. So wurde beispielsweise der mongolische General Liu Fu-heng schwer verwundet. Die Entscheidung zum Rückzug stellte den Wendepunkt der Schlacht dar. Denn nach der Einschiffung der Truppen in der Hakata-Bucht zog ein schwerer Sturm auf, der etwa ein Drittel der wenig robusten Schiffe versenkte. In Kyōto, wo man in den Tempeln für den japanischen Sieg gebetet hatte, interpretierte man den Sturm als „göttlichen Wind“, als Kamikaze. Ob der Sturm kriegsentscheidend war oder ein japanischer Sieg auch ohne ihn wahrscheinlich gewesen wäre, bleibt umstritten.

### Die gesellschaftlichen Folgen nach 1274
Bei den japanischen Soldaten führte die Invasion vielfach zur Verarmung. Denn die Kriegskosten, etwa für Ausrüstung und Verpflegung, mussten die Krieger selbst übernehmen. Deshalb forderten viele von ihnen  vor dem Go’on bugyō (御恩奉行), dem Kommissar für Entschädigungsfragen des Bakufu, eine Entschädigung für ihre Ausgaben. Das Bakufu verfügte jedoch nicht über die nötigen finanziellen Mittel, da es in diesem Krieg keine eroberten Gebiete oder Kriegsbeute zu verteilen gab. Entsprechend erhielten lediglich etwa 120 Krieger eine Entschädigung. Die Situation verschärfte sich zusätzlich, da das Bakufu zum Schutz vor weiteren Invasionen die Provinzen in Kyūshū anwies, bewaffnete Truppen zur Verteidigung der Küste bereitzuhalten. Für die Soldaten bedeutete dies gleich nach dem Rückzug der Mongolen und über viele Jahre hinweg einen zusätzlichen Kriegsdienst für drei Monate pro Jahr.

### Die politischen Folgen nach 1274
Aus politischer Sicht konnte das Bakufu aus der ersten gescheiterten Invasion durchaus noch Vorteile ziehen. Im Zuge der Verteidigungsvorbereitungen gelang es den Hōjō, der Regentenfamilie, die eigene Macht zu konsolidieren. Sie konnten sich einerseits ihrer Gegner entledigen, meist durch Ermordungen, und andererseits die Spaltung in der eigenen Familie entschärfen. Zudem vermochten sie es, ihre Macht erstmals von Vasallen auch auf Nicht-Vasallen auszudehnen. Dennoch sollte die Vorbereitung auf einen erneuten Invasionsversuch das Bakufu und seine Ressourcen vor große Probleme stellen.

## Die Vorbereitungen auf weitere Invasionen

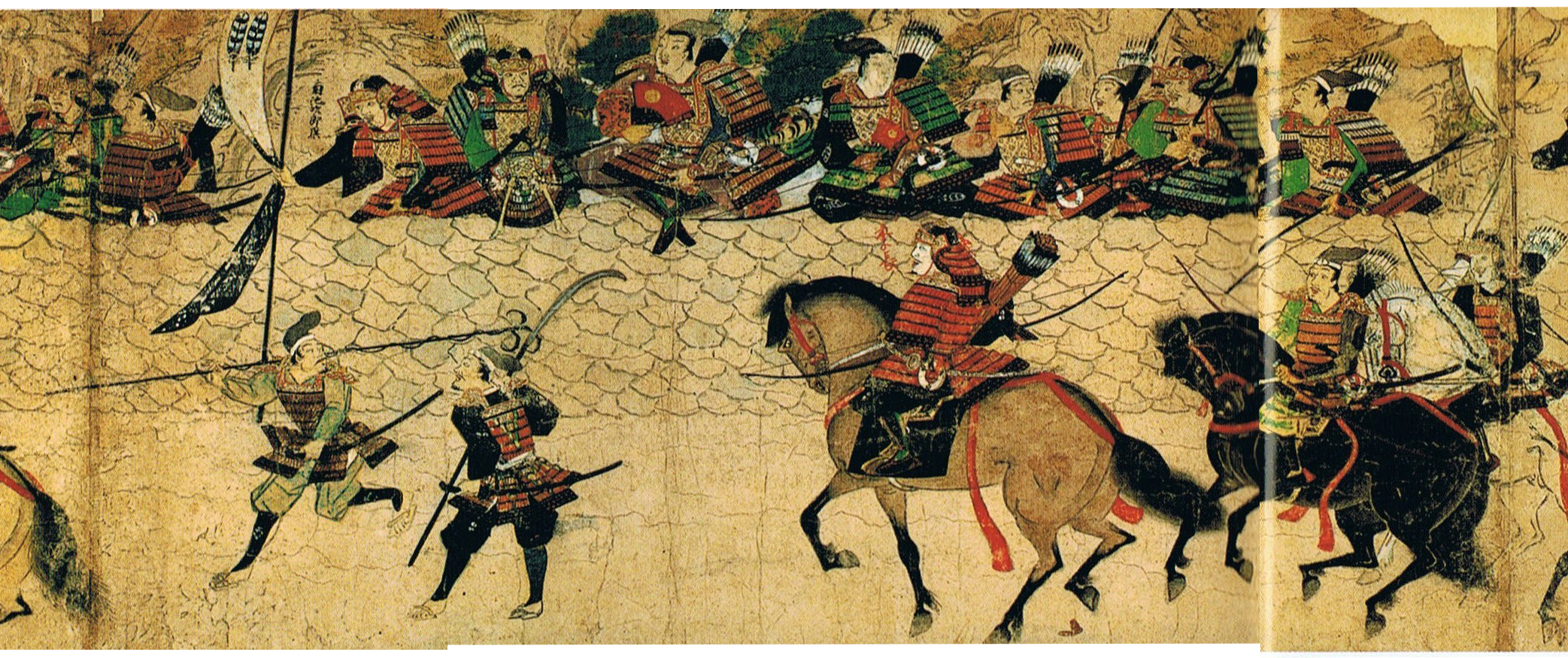
Verteidigungswall bei Hakata. Mōko Shūrai Ekotoba, ca. 1293

Wallreste bei Imazu im Westen der Bucht von Hakata

Aus Korea und Südchina bezog das Bakufu Informationen über Vorbereitungen der Mongolen zu einer zweiten Invasion. Infolgedessen entschied man sich in Kamakura, die eigenen Streitkräfte weiter auszubauen und neue Militärposten an strategisch wichtigen Punkten Kyūshūs zu errichten. Diese Maßnahmen hatten weitreichende Folgen für die Gesellschaft: Da alle kriegstauglichen Männer seit Beginn der ersten Invasion ständig in militärischer Bereitschaft zu stehen hatten, fehlte es auf den Feldern an Arbeitskräften. Meist bewirtschafteten nur noch Alte, Frauen und Kinder das Land. Viele Anbauflächen lagen brach. Infolge dieses Einbruchs in der Agrarproduktion kam es auf Kyūshū zu mehreren Hungersnöten. Gleichzeitig verbreitete sich der Shintō-Glauben massiv in der Bevölkerung. Das Bakufu entsandte zu jener Zeit eine Vielzahl Boten zu Tempeln und Schreinen, mit der Bitte, dass die dortigen Priester und Mönche für den Sieg Japans beten mögen.
Im Mai 1275 sollten schließlich die Weichen für einen neuen Krieg gestellt werden. Zu dieser Zeit erreichte eine mongolische Gesandtschaft die Provinz Nagato auf Honshū. Zwar ließ man sie zum Bakufu vor, exekutierte sie jedoch im Dezember 1275, um gegenüber den Mongolen eine Position der Stärke und Unnachgiebigkeit zu demonstrieren.
Nun mussten die Japaner über ihr weiteres Vorgehen entscheiden. So zog man in Kamakura sogar einen Präventivschlag gegen Korea in Betracht, welches durch seine strategische Nähe zu Japan und seine Kriegsschiffe einen wichtigen Faktor für die Invasionspläne der Mongolen darstellte. Das Bakufu verwarf diese Idee jedoch wieder, da bei Aufrechterhaltung der Defensivstrategie die finanziellen Mittel für eine Offensivstrategie nicht ausreichten. Stattdessen entschied man sich, in der Hoffnung, dort einen weiteren Einfall besser verhindern zu können, für den Bau einer Verteidigungsmauer um die Hakata-Bucht. Währenddessen richtete Kublai Khan ein Amt für die Eroberung Japans (wörtlich: „Amt zur Züchtigung Japans“) ein, um die Vorbereitungen schneller voranzutreiben. Die Mongolen wiesen Korea an, erneut 1.000 Schiffe und 20.000 Soldaten bereitzustellen. Man ergänzte diese mit etwa 50.000 mongolischen Soldaten sowie 3.000 Kriegsschiffen der Song und 100.000 chinesischen Kriegern. Letztere sollten sich von China aus kommend mit der mongolisch-koreanischen Streitmacht bei der japanischen Insel Iki vereinen.

## Die zweite Mongoleninvasion von 1281

### Verlauf
Die Koordination dieser beiden Truppenteile misslang den Mongolen jedoch zunächst. Die Chinesen sahen sich mit logistischen Problemen konfrontiert, ausgelöst durch einen Aufstand von Hafenarbeitern, den Tod eines hohen chinesischen Offiziers und Schwierigkeiten bei der Besetzung der Schiffsmannschaften, weshalb sie erst im Sommer 1281 bereit zum Auslaufen waren. Dagegen drängten die Mongolen die Koreaner, die bereits im Frühling 1281 angriffsbereit waren, zu einer Attacke auf die japanische Insel Tsushima, ohne auf die Unterstützung der Chinesen zu warten. Diesen ersten Angriff konnten die Japaner aber aufgrund der verbesserten Verteidigung zurückschlagen.
Der nächste Vorstoß fand erst nach dem Eintreffen eines ersten Teils der chinesischen Truppen statt. Die Streitmacht rückte nun, über Tsushima und Iki, auf Kyūshū vor und landete im Gebiet zwischen Munakata und der Hakata-Bucht. Von dort aus versuchte sie, die Flanken der Mauer einzunehmen. Allerdings vermochten die Japaner diese Angriffe nicht nur jedes Mal zurückzuschlagen, sondern gingen einige Male sogar zum Gegenangriff über.
Währenddessen landete der Großteil der nachrückenden chinesischen Truppen in der Provinz Hizen. Doch selbst gegen beide Truppenteile der Invasoren gelang es den Japanern in der sogenannten Schlacht von Kōan, der „Zweiten Schlacht in der Hakata-Bucht“, welche die Kämpfe in der Bucht selbst und in der Provinz Hizen umfasste, die Linien bis zum 14. August 1281, dem 53. Tag seit der Invasion, ohne größere Probleme zu halten. Am 15./16. August schließlich zog ein Taifun über die Küste Kyūshūs hinweg, der etwa ein Drittel der koreanischen und weit über die Hälfte der chinesischen Streitkräfte vernichtete. Die geringeren Verluste der Koreaner lassen sich dadurch erklären, dass sie erfahrene Seefahrer waren und die Anzeichen für den Taifun rechtzeitig erkannt hatten; sie brachten Teile der Flotte in sichere Entfernung zur Küste. Mit dem Rückzug der verbliebenen Truppen nach Korea war der zweite Invasionsversuch beendet.
Nach Entdeckungen eines japanischen Forschers  an den Überresten der untergegangenen Flotte handelte es sich zum größeren Teil um Flussschiffe, die dem Meer und seinen Stürmen nicht gewachsen waren. Auch waren die innerhalb eines Jahres schnell zusammengebauten Schiffe an den Mastfüßen entweder massiv von den chinesischen Schiffbauern sabotiert worden oder aufgrund von Zeitmangel so schlecht ausgeführt, dass die technische Konstruktion schlichtweg sturmuntauglich für die ansonsten in hervorragendem Ruf stehenden chinesischen Seeschiffe war.

### Die gesellschaftlichen Folgen nach 1281
Die Nachricht über den Sieg erreichte das Bakufu am 23. September 1281. Diesen Sieg schrieb man vor allem den Tempeln und Schreinen zu, die für den Sieg Japans gebetet hatten. Denn auch diesmal interpretierte man den Sturm als Kamikaze, als entscheidenden Beistand der Götter. So gewann auch die Idee Japans als „Land der Götter“, als Shinkoku (神国), an Popularität.
Auch nach der zweiten Invasion konnten die japanischen Soldaten nicht zu ihren Familien zurückkehren, da das Bakufu aus Angst vor einer dritten Invasion alle Männer in Kriegsbereitschaft hielt. Tatsächlich war eine weitere Invasion für das Jahr 1283 geplant, gefordert vom König von Kōryu, der einen Überfall Japans auf Korea und die Plünderung der eigenen Vorräte befürchtete. Aufgrund von Schwierigkeiten der Mongolen bei ihren Feldzügen in Europa ließ man diese Pläne jedoch unberücksichtigt.
Davon konnten die Japaner aber nichts wissen, weshalb Japans Truppen bis 1294 unter Waffen standen und sich das Land so über 20 Jahre im Kriegszustand befand. Dies belastete das finanziell angeschlagene Bakufu zusätzlich. Außerdem verlangten Tempel und Vasallen, wie schon nach der ersten Invasion, eine Entschädigung bzw. Belohnung für ihr Aufkommen. Da es auch diesmal keine Kriegsbeute und keine Ländereien zu verteilen gab, war das Bakufu bei leeren Staatskassen nicht in der Lage, diese Entschädigungen und Belohnungen zu leisten. So verteilte das Bakufu größtenteils nur neue Titel und Rechte. Nur vereinzelt zog man materielles Gut zur Belohnung heran, welches zudem meist vom Hof- oder Schwertadel eingefordert werden musste. Der Großteil der Belohnungen wurde an Tempel und Schreine verteilt, da diese großen Einfluss auf die Bevölkerung hatten.
Im Jahre 1294 verkündete das Bakufu schließlich, dass man keine Entschädigungen mehr zahlen werde. Viele der verarmten Vasallen und Soldaten verrichteten dennoch ihre Pflichten weiter. Dies geschah wohl hauptsächlich aufgrund ihrer hohen Disziplin, ihres Pflichtbewusstseins – und der Angst vor einer dritten Invasion.

### Die politischen Folgen nach 1281

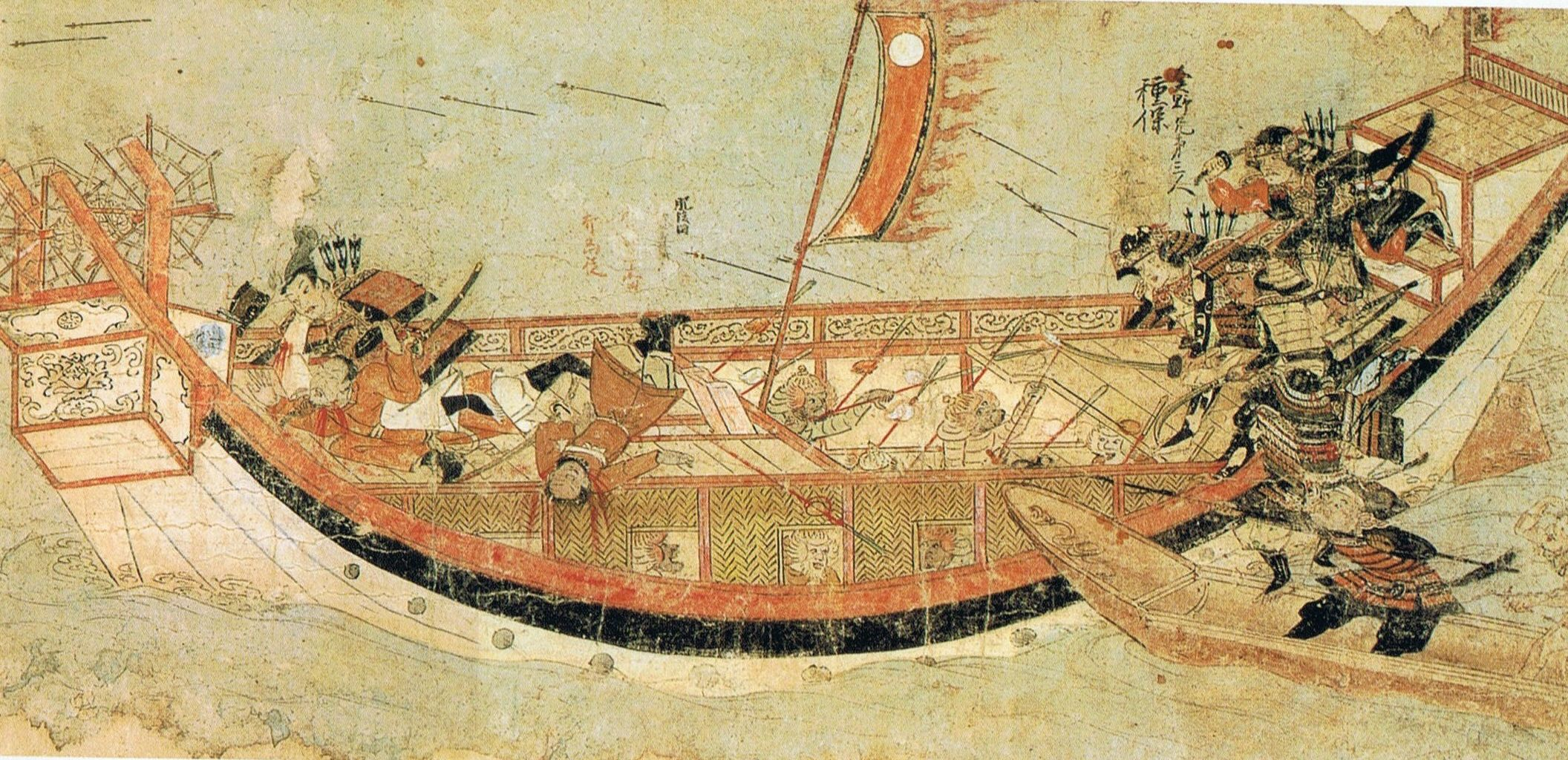
Japanische Samurai entern 1281 mongolische Schiffe. Mōko Shūrai Ekotoba, ca. 1293

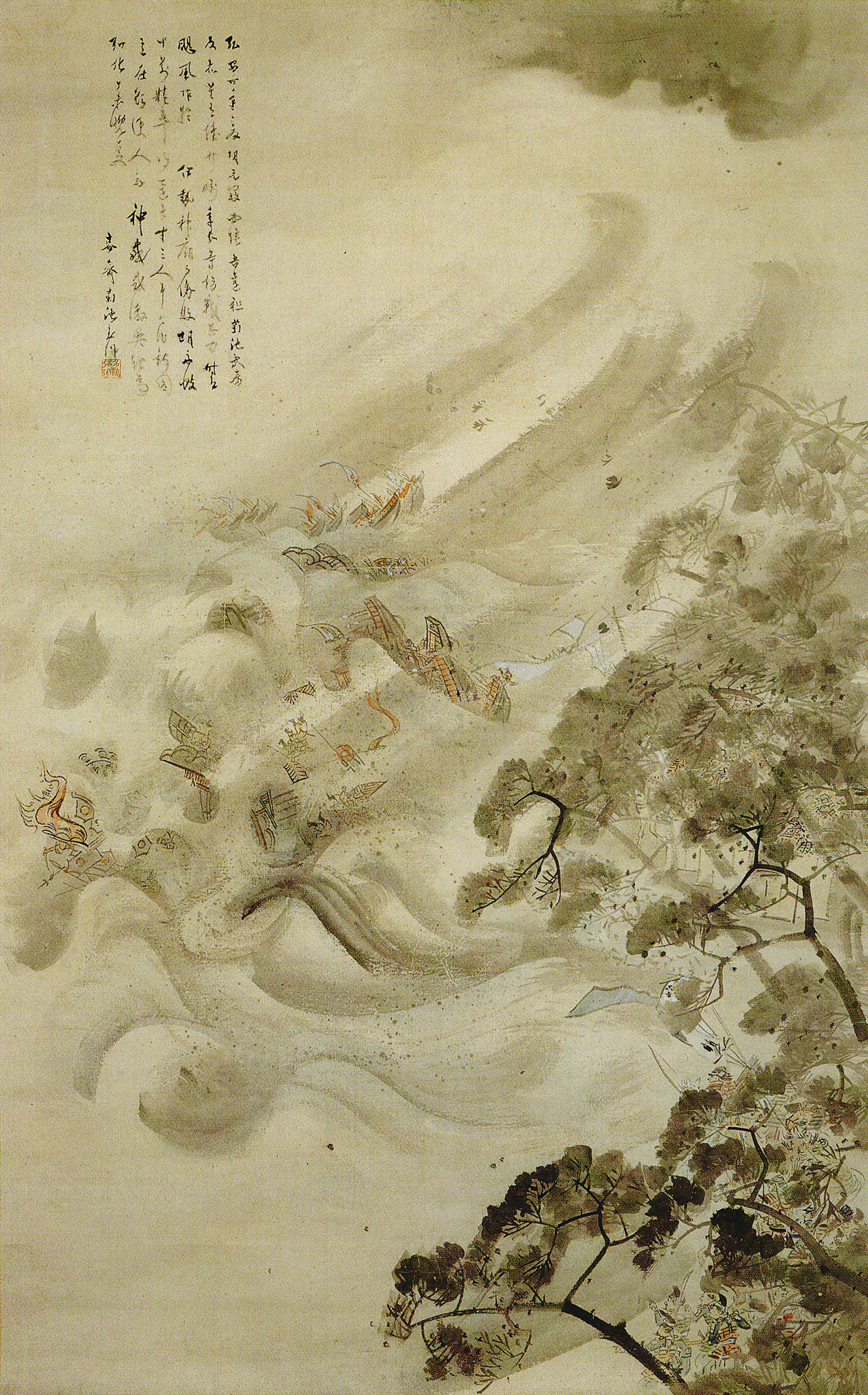
Zerschlagung der mongolischen Flotte durch den Götterwind (Rollbild von Kikuchi Yoosai, 1847)

Obwohl sicherlich viele Faktoren die Politik des damaligen Japans beeinflussten, trugen die Mongoleninvasionen doch mit zum Untergang des Kamakura-Bakufu, also der Hōjō-Regenten bzw. Shikken bei. Schon vor den Invasionsversuchen war das Bakufu angeschlagen: es gab Bestrebungen, die Herrschaft der Hōjō zu untergraben. Außerdem hatten sich die Vasallen des Bakufu zunehmend bei Händlern verschuldet, welche so ihre Macht immer mehr ausbauen konnten.
Die Invasionen bedeuteten schließlich die entscheidende finanzielle Belastung – für die Staatskassen in Kamakura, für die Vasallen und auch für das Volk. Eine gleichmäßige Verteilung der Kriegskosten auf die gesamte Bevölkerung durch Einführung einer Steuer für ganz Japan zog man in Kamakura nie in Betracht. Jedoch ohne zusätzliche Einnahmen war das Bakufu nicht mehr in der Lage, den eigenen Niedergang aufzuhalten.

## Fazit
Die erste Anlandung wird inzwischen von vielen Forschern mehr als Sondierung denn als ernsthafter Invasionsversuch bewertet. Aber auch beim zweiten Mal waren die Mongolen nicht in der Lage, die Souveränität Japans ernsthaft zu bedrohen. Ein wichtiger Grund hierfür ist sicherlich in der Tatsache zu sehen, dass sie ihre Trumpfkarte, die mongolische Kavallerie, die mit einer Truppenstärke von bis zu mehreren tausend Mann über den Kontinent hinwegfegten, durch die Insellage Japans nicht ausspielen konnten. Durch die geringen seefahrerischen Kenntnisse der Mongolen konzentrierten sie sich stattdessen darauf, die wenigen Truppen möglichst schnell überzusetzen. Diese konnten sich dann lediglich an der Küste halten, ohne größere Vorstöße ins Landesinnere zu unternehmen.
Dass in diesen Monaten der gesamte ost- und südostasiatische Raum von Taifunen heimgesucht wird, war den mongolischen Heerführern natürlich bekannt. Ihr Problem lag eher darin, dass ein Großteil ihrer Schiffe in großer Eile für diese Invasion gebaut worden war, die nun wegen vielerlei Baumängeln und schlechtem Material den Winden und Wellen nicht standhielten.
Thomas D. Conlan behauptet, dass Japan auch ohne die beiden Kamikaze in der Lage gewesen wäre, die Angriffe der Mongolen abzuwehren und dieser Hilfe nicht bedurft hätte. Die Stürme hätten stattdessen sowohl Angreifern als auch Verteidigern ein politisches Mittel in die Hand gegeben: Die Mongolen hätten so ihre Niederlage rechtfertigen und auf dem Kontinent ihr Gesicht wahren können. Für das Bakufu hingegen sei es eine Möglichkeit gewesen, den Glauben an ein Japan, das von den Göttern beschützt wird, zu stärken.

## Zeugnisse der Invasionen

### Historische Quellen
Von Seiten der Yuan finden sich offizielle Darstellungen der Invasionen in der „Geschichte der Yuan-Dynastie“ 元史 (chin. Yuan shi; jap. genshi), einer um 1370 von Song Lian 宋濂 u. a. kompilierten offiziellen Dynastiegeschichte (siehe 24 Dynastiegeschichten). Sie deckt die Zeit zwischen 1206 und 1369 ab. Des Weiteren finden die Ereignisse in der „Neue Geschichte der Yuan-Dynastie“ 新元史 (chin. Hsin Yuan shi; jap. shin genshi) Behandlung, einer Neufassung vom Anfang des 20. Jahrhunderts. Ebenso sind entsprechende Einträge in der „Geschichte Koreas“ 高麗史 (jap. Kōrai shi; kor. Goryeosa) zu finden.
Auf japanischer Seite stehen neben Briefen, Tagebucheinträgen und offiziellen Dokumenten auch mehrere narrative Quellen zur Verfügung. Dabei handelt es sich zum einen um zwei Emaki, die im Auftrag von Takezaki Suenaga nach den beiden Einfällen angefertigt worden sind. Zum anderen existieren unabhängig voneinander zwei Schriften mit dem identischen Titel „Belehrungen über den Hachiman für einfältige Kinder“ 八幡愚童訓 (jap. Hachiman-gudōkun). Nur die erstere, zur Unterscheidung als „GDK I“ bezeichnet, wird als Quelle herangezogen.

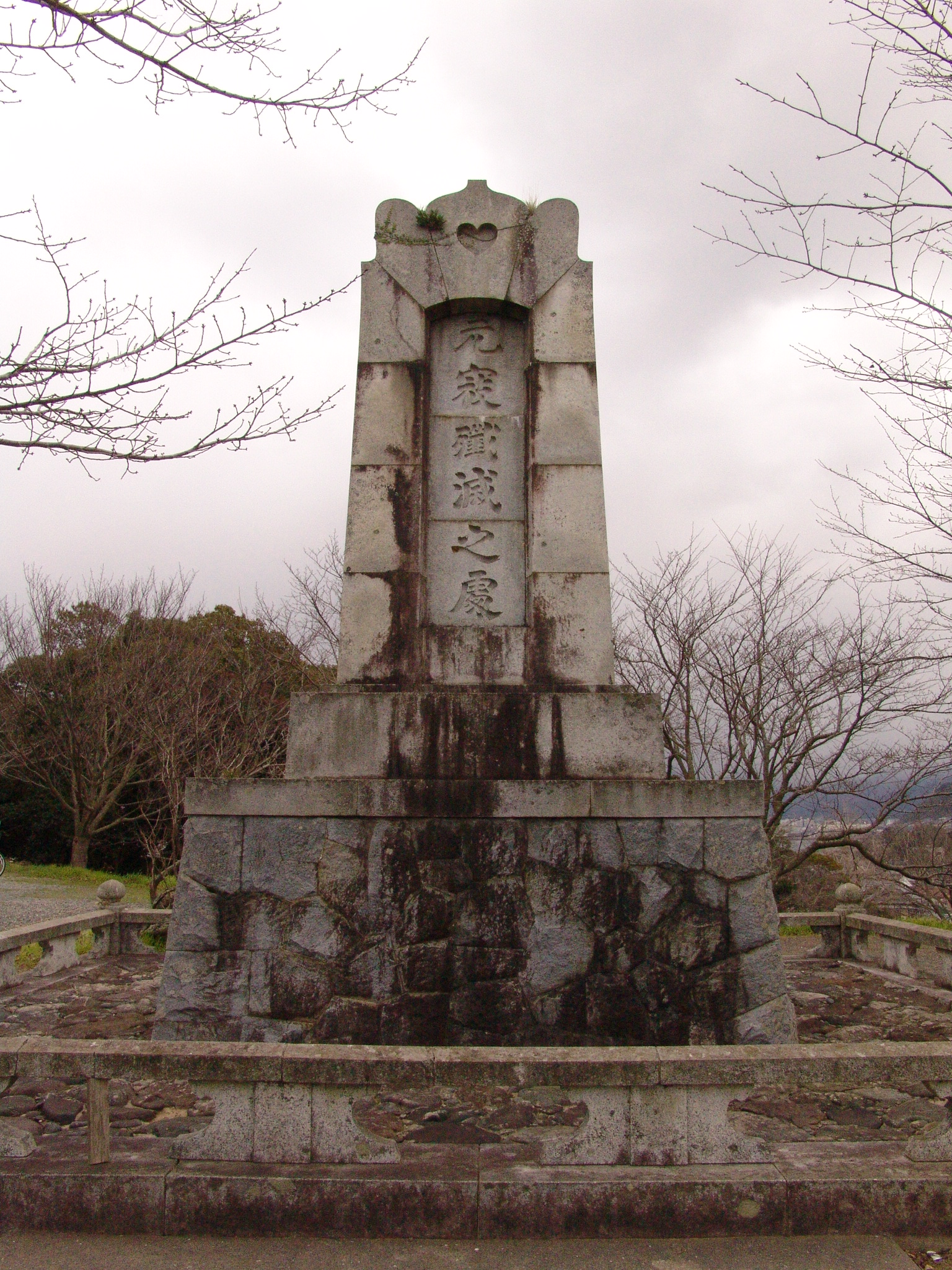
Gedenkstein bei Imazu im Westen der Bucht von Hakata: „Ort der Vernichtung der Yuan-Invasoren“

### Die Wallanlagen
Man nannte sie ursprünglich „Steinwall “（Ishitsuiji 石築地）. Anfang des 20. Jahrhunderts begann man mit Ausgrabungen. In Artikeln der Fukuoka Nichi Nichi Shimbun („Fukuoka Tageszeitung“) erschien erstmals die heute gängige Bezeichnung Genkō Bōrui (元寇防塁), i.e.  „Wall zur Abwehr der Yuan Invasion“. Die erhaltenen Teile wurden 1931 zu nationalen historischen Stätten erklärt.
Auf einer Anhöhe bei dem Dorf Imazu errichtete man 1913 ein von dem renommierten Architekten Itō Chūta entworfenes Denkmal mit der Inschrift „Ort der Vernichtung der der Yuan Invasoren“ (元寇殲滅之處). Im Lager Fukuoka internierte deutsche Kriegsgefangene von Qingdao (Tsingtao) halfen bei der Errichtung.

### Ausgrabungen
Durch archäologische Ausgrabungen und submarine Bergungen konnten den schriftlichen Zeugnissen immer wieder Artefakte gegenübergestellt werden. Dadurch konnte man Annahmen, zum Beispiel über den Verlauf des Schutzwalls, bestätigen oder korrigieren. Andererseits zeichnete sich so die Notwendigkeit ab, akzeptierte Lehrmeinungen, wie z. B. über die Truppenstärke, den Einfluss der Witterung usw. in Frage zu stellen.

### Nicht-japanische Sekundärliteratur
- Wolfgang Bockhold: Das Hachiman-gudōkun (I) als historische Quelle, insbesondere zu den Invasionen der Mongolen in Japan. Dissertation, München 1982.
- Thomas D. Conlan: In Little Need of Divine Intervention: Takezaki Suenaga's scrolls of the Mongol invasion of Japan. Cornell East Asia Series, New York 2001, ISBN 1-885445-44-X.

Kurzvorstellung des Buchs durch den Verlag hier
Der Essay aus dem Buch, in dem Prof. Conlan die militärische Unterlegenheit der Japaner in Frage stellt: In Little Need of Divine Intervention. (PDF) Archiviert vom Original (nicht mehr online verfügbar) am 15. Dezember 2011; abgerufen am 26. November 2016. (PDF; 570 KB)
- Jacques Gernet: Die chinesische Welt. Suhrkamp, Frankfurt am Main 1997.
- Luther Carrington Goodrich, Ryūsaku Tsunoda (Hrsg.): Japan in Chinese dynastic histories. Perkins, South Pasadena 1951.
- John Whitney Hall, Kozo Yamamura (Hrsg.): Cambridge History of Japan – Vol. 3: Medieval Japan. Cambridge University Press, New York 1990, ISBN 0-521-22354-7.
- Kyotsu Hori: The Mongol Invasions and the Kamakura Bakufu. University Microfilms Inc., Ann Arbor, Michigan 1967. (Dissertation)
- James Murdoch: A History of Japan – Vol. 1. Routledge & Kegan Paul Ltd., London 1949.
- August Pfizmaier: Die Geschichte der Mongolenangriffe auf Japan. In: Sitzungsberichte der Kaiserlichen Akademie der Wissenschaften, phil.-hist. Classe, Bd. LXXVI, Heft 1, 1874, S. 105–200. (japanische Quelle Mozokki mit deutscher Übersetzung).
- George Sansom: History of Japan – To 1334. Charles. E. Tuttle Company, Tōkyō 1974.
- Nakaba Yamada: Ghenkō: the Mongol invasion of Japan, Smith, Elder & Co., London 1916.

### Japanische Sekundärliteratur
- 佐伯弘次: 『モンゴル襲来の衝撃』(Mongoru shūrai no shōgeki), 中央公論社, 東京 2003, ISBN 4-12-490218-2 (日本の中世, Band 9)

(Dt.: Saeki Kōji: Der Schock der Mongoleninvasion. Verlag Chūō Kōron, Tokio 2003.)
- 長崎県鷹島町教育委員会 (Fukuoka-ken Takashima-chō kyōiku iinkai): 『鷹島海底遺跡』(Takashima kaitei iseki), 高島町 1988–2006.

(Dt.: Bildungskomitee der Gemeinde Takashima, Präfektur Fukuoka: Submarine Relikte bei Takashima. Gemeinde Takashima 1988–2006. 10 Bände.)
- 川添昭二「元寇防塁が語るものー福岡市史編さんに備えて」(Genkōbōrui ga kataru mono) 市史研究 ふくおか、創刊号、福岡市博物館市史編さん室、2006.3 p.5–39

(Dt. Shoji Kawazoe: Was die Wallnlagen zur Mongonenabwehr erzählen. Fukuoka: Fukuoka Museum Fukuoka City History Editing Committee)